# Emma Cifuentes
Emma Cifuentes del Corro (Madrid; 1979) es una actriz de doblaje y locutora publicitaria española.

## Biografía
Con un pasado como geógrafa, se empezó a interesar por el mundo artístico, desviando su carrera profesional al Arte.
Empezó en el mundo de la interpretación en la escuela Laboratorio de William Layton de la mano de Carola Manzanares (Madrid), ciudad donde vivía. Se interesó por la música, como técnica para mejorar su dominio de la respiración diafragmática, recibiendo clases de canto con Robert Jeantal (actor, cantante y profesor de canto, que ha colaborado con celebridades como Ana Belén o Ana Torroja).
En el año 2008 empezó a formarse como actriz de doblaje y locutora de publicidad, dejando un poco de lado su labor teatral y prestando su voz en multitud de series, películas o videojuegos, entre otros.
Alcanzó su mayor popularidad al ser la voz corporativa de la cadena de televisión Divinity del grupo Mediaset España, siendo la voz oficial de la cadena desde el año 2011. En el año 2017 le realizaron una entrevista hablando de esto mismo:.
Desde mediados de 2011 hasta la actualidad ha centrado su carrera en el mundo del doblaje, siendo una voz habitual de personajes secundarios en multitud de series y en películas. Y en cuanto a la locución se puede escuchar su voz en radio, internet y televisión, en proyectos interesantes como los de tecnología de El Futuro es One de Vodafone.
Es la voz habitual de Katie Aselton.

## Filmografía parcial como actriz de doblaje

### Cine
- Paranormal Activity 4, como Holly.
- Un tipo serio, como Mimi, amiga en el picnic.
- Criadas y señoras, como Rebecca.
- Taking Woodstock, como Carol.
- Colombiana, como Alicia.
- Cowboys & Aliens
- Jack Reacher
- La invención de Hugo
- The Master, como Filipina.
- The Paperboy
- The Blind Side
- Dr. Seuss' The Lorax
- Argo, como secretaria de Jordan.
- Harry Potter
- Fun Size
- La dama de negro
- Historias de San Valentín, como Elise, amiga de Kara.
- Jack and Jill
- Los pitufos, como madre de Odile.

### Cine/televisión españolas
- La que se avecina
- El desconocido
- El club de los incomprendidos
- La sombra prohibida
- Alakrana

### Televisión
- The Amazing World of Gumball
- Legión
- Orange is the new black
- Cómo conocí a vuestra madre
- Gumball
- Anatomía de Grey
- Modern Family
- Bones
- Gossip Girl
- Medium

### Videojuegos
- Call of Duty
- Assassin´s Creed
- La Tierra Media: Sombras de guerra
- Need for Speed Payback
- Dishonored: La muerte del Forastero
- Battleborn
- World of Warcraft: Legion
- Bob Esponja: La venganza de Plankton
- Lost Planet 3
- Bioshock Infinite